# 飲酒と音楽の集い
『飲酒と音楽の集い』（いんしゅとおんがくのつどい、英: A Drinking and Musical Party）、または『リュート奏者のいる居酒屋の光景』（リュートそうしゃのいるいざかやのこうけい、伊: Scena di taverna con suonatore di liuto、英: Tavern Scene with a Lute Player）は、17世紀イタリア・バロック期の画家バルトロメオ・マンフレディが1615-1620年ごろにキャンバス上に油彩で制作した絵画である。かつて、イタリア・バロック絵画の巨匠カラヴァッジョに帰属されていた。かねてよりマンフレデイの傑作の1つと見なされてきた作品であり、2022年にニューヨークのクリスティーズのオークションで購入されて以来、ロサンゼルスのJ・ポール・ゲティ美術館に所蔵されている。

## 作品
1620年代のローマでは、音楽を表す絵画の主題に決定的な変化が起きた。室内で楽器を弾く「教養ある」人物の表現 (カラヴァッジョのリュート奏者や音楽家たち直系の絵画) は消え、わずか数年の間に公的な場所や人気のある場所での大人数の合奏の表現に取って代わられたのである。この新しい潮流の1つの例はマンフレデイの本作である。この絵画の特徴は、人々が飲食するだけの場面という音楽的ではない状況におけるリュート奏者の存在を別とすれば、教養ある音楽の絵画に欠かせない楽譜が欠落していることである。

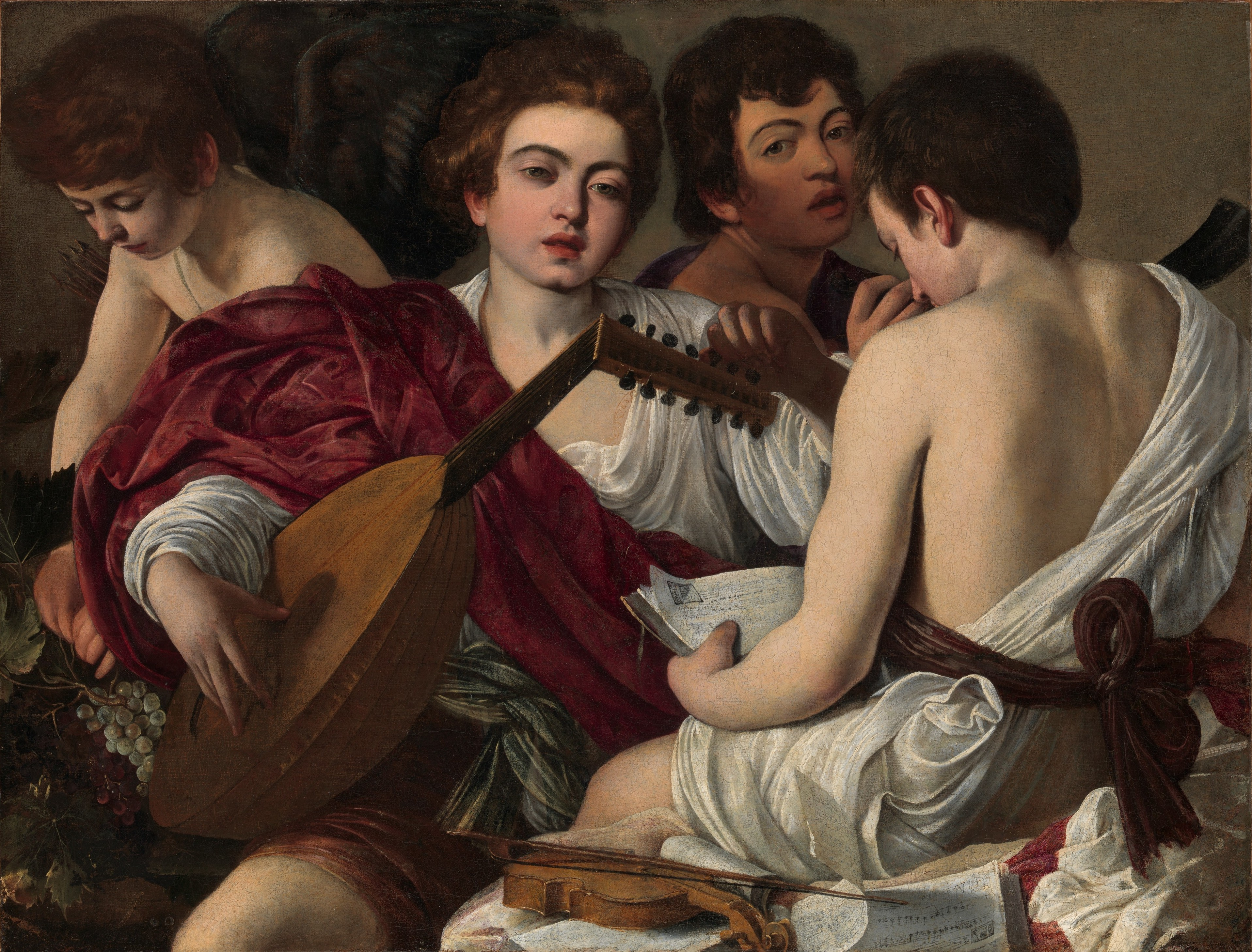
カラヴァッジョ『奏楽者たち』(1595年ごろ)、メトロポリタン美術館、ニューヨーク

カラヴァッジョ『聖マタイの召命』 (1599-1600年)、サン・ルイジ・デイ・フランチェージ教会、ローマ

劇的な照明を当てられた居酒屋で、一群の若い男たちが古代ローマ時代の大理石の断片で作られた即興のテーブルの周囲に集って、飲食をし、音楽を奏でている。背景では2人の給仕が図々しく飲食をしている。一方、3人目の給仕は着席している人物の1人のグラスをワインで満たしている。このような同時代の半身像の人物の生き生きとしたイメージは、ドイツの伝記作者ヨアヒム・フォン・ザンドラルトが「マンフレディアーナ・メトドゥス (Manfrediana Methodus)」(17世紀初めのイタリアでマンフレディが一般化させた類の絵画) と呼んだものである。場面は一見して陽気な状況であるが、緊張が感じられる。中央では鑑賞者に向かってナイフが突き出ており、髭を生やした男の剣の柄は露わになり、脅迫的である。画家は、団欒中の人々が突然、熱気を帯びた喧嘩を始めるかもしれないことを示唆している。マンフレディはカラヴァッジョの弟子ではなかったが、華やかな色彩と強烈な光と影の対比に特徴づけられる非常に自然主義的な風俗場面の描写により、カラヴァッジョ様式の最初の最も重要な拡散者となった。